# Scottish League Two 2015-2016
La Scottish League Two 2015-2016 è stata la 22ª edizione del torneo e ha rappresentato la quarta categoria del calcio scozzese.

## Squadre partecipanti
| Squadra            | Città              | Stadio            | Posizione 2014-2015                        |
| ------------------ | ------------------ | ----------------- | ------------------------------------------ |
| Annan Athletic     | Annan              | Galabank Stadium  | 5º posto                                   |
| Arbroath           | Arbroath           | Gayfield Park     | 3º posto                                   |
| Berwick Rangers    | Berwick-upon-Tweed | Shielfield Park   | 8º posto                                   |
| Clyde              | Cumbernauld        | Broadwood Stadium | 6º posto                                   |
| East Fife          | Methil             | Bayview Stadium   | 4º posto                                   |
| East Stirlingshire | Falkirk            | Firs Park         | 9º posto                                   |
| Elgin City         | Elgin              | Borough Briggs    | 7º posto                                   |
| Montrose           | Montrose           | Links Park        | 10º posto                                  |
| Queen's Park       | Glasgow            | Hampden Park      | 2º posto                                   |
| Stirling Albion    | Stirling           | Forthbank Stadium | 10º posto in Scottish League One 2014-2015 |

## Classifica finale
|  | Pos. | Squadra            | Pt | G  | V  | N  | P  | GF | GS | DR  |
|  | ---- | ------------------ | -- | -- | -- | -- | -- | -- | -- | --- |
|  | 1.   | East Fife          | 62 | 36 | 18 | 8  | 10 | 62 | 41 | +21 |
|  | 2.   | Elgin City         | 59 | 36 | 17 | 8  | 11 | 59 | 46 | +13 |
|  | 3.   | Clyde              | 57 | 36 | 17 | 6  | 13 | 56 | 45 | +11 |
|  | 4.   | Queen's Park       | 56 | 36 | 15 | 11 | 10 | 46 | 32 | +14 |
|  | 5.   | Annan Athletic     | 56 | 36 | 16 | 8  | 12 | 69 | 57 | +12 |
|  | 6.   | Berwick Rangers    | 49 | 36 | 14 | 7  | 15 | 45 | 50 | −5  |
|  | 7.   | Stirling Albion    | 48 | 36 | 13 | 9  | 14 | 47 | 46 | +1  |
|  | 8.   | Montrose           | 43 | 36 | 11 | 10 | 15 | 50 | 70 | −20 |
|  | 9.   | Arbroath           | 39 | 36 | 11 | 6  | 19 | 42 | 51 | −9  |
|  | 10.  | East Stirlingshire | 32 | 36 | 9  | 5  | 22 | 41 | 79 | −38 |

Legenda:

      Campione di League Two e promossa in League One
      Ammesse ai play-off per la League One
      Ammessa ai play-out
Note:

Tre punti a vittoria, uno a pareggio, zero a sconfitta.

## Play-off promozione
Ai play-off partecipano la 2ª, 3ª e 4ª classificata della League Two (Elgin City, Clyde, Queen's Park) e la 9ª classificata della League One 2015-2016 (Cowdenbeath).

### Semifinali
| Squadra 1    | Totale | Squadra 2   | Andata | Ritorno |
| ------------ | ------ | ----------- | ------ | ------- |
| Clyde        | 2 – 3  | Elgin City  | 3 – 1  | 2 – 0   |
| Queen's Park | 2 – 1  | Cowdenbeath | 2 – 0  | 0 – 1   |

### Finale
| Squadra 1 | Totale | Squadra 2    | Andata | Ritorno |
| --------- | ------ | ------------ | ------ | ------- |
| Clyde     | 2 – 3  | Queen's Park | 1 – 3  | 1 – 0   |

## Play-off retrocessione
Ai play-out partecipano la 10ª classificata della League Two (East Stirlingshire), il campione della Highland Football League 2015-2016 (Cove Rangers) e il campione della Lowland Football League 2015-2016 (Edinburgh City).

### Semifinale
| Squadra 1    | Totale | Squadra 2 | Andata | Ritorno |
| ------------ | ------ | --------- | ------ | ------- |
| Cove Rangers | 1 – 4  | Edinburgh | 0 – 3  | 1 – 1   |

### Finale
| Squadra 1 | Totale | Squadra 2          | Andata | Ritorno |
| --------- | ------ | ------------------ | ------ | ------- |
| Edinburgh | 2 – 1  | East Stirlingshire | 1 – 1  | 1 – 0   |

## Verdetti
- East Fife: Vincitore della Scottish League Two, promosso in Scottish League One 2016-2017.
- Queen's Park: Vincitore dei play-off, promosso in Scottish League One 2016-2017.
- East Stirlingshire: Perdente dei play-out, retrocesso in Lowland Football League 2016-2017.